# 果遂镇
果遂乡，是中华人民共和国广西壮族自治区来宾市忻城县下辖的一个乡镇级行政单位。

## 行政区划
果遂乡下辖以下地区：
北丹村、龙马村、果遂村、花红村、古抗村、古楼村、同乐村和加书村。